# Jan Banaś (leśnik)
Jan Banaś (ur. 5 listopada 1966 w Łapanowie) – polski leśnik, doktor habilitowany nauk rolniczych, profesor na Uniwersytecie Rolniczym im. Hugona Kołłątaja w Krakowie, specjalista od urządzania lasu.

## Kariera naukowa
W 1991 roku w Akademii Rolniczej im. Hugona Kołłątaja w Krakowie uzyskał tytuł magistra inżyniera w zakresie leśnictwa. W tym samym roku został zatrudniony na tejże uczelni, a w 1994 roku na jej Wydziale Leśnym uzyskał stopień doktora nauk rolniczych w zakresie leśnictwa na podstawie rozprawy pt. Prognozowanie rozwoju zasobów leśnych w przerębowo – zrębowym sposobie zagospodarowania, której promotorem był Ryszard Poznański. W 2007 roku ten sam wydział nadał mu stopień doktora habilitowanego nauk rolniczych w dyscyplinie leśnictwa na podstawie pracy pt. Modele ubywania i przeżywania drzew w różnowiekowych lasach górskich i ich zastosowanie.